# Nati nel 1905/Febbraio
| Questa pagina contiene informazioni ricavate automaticamente dalle voci biografiche con l'ausilio del template Bio e di un bot. L'aggiornamento è periodico e automatico e ricostruisce completamente la pagina. Se manca una persona in questa lista, sei pregato di non aggiungerla, ma accertati piuttosto che la sua voce biografica contenga il template Bio e che i dati anagrafici siano correttamente compilati. Se il template Bio manca, inseriscilo tu stesso o, in alternativa, metti l'avviso {{tmp\|Bio}} che ne segnala la mancanza. Se i dati riportati sono sbagliati, correggi direttamente la voce biografica; le modifiche saranno visibili in questa lista entro pochi giorni. Per chiarimenti vedi il progetto biografie. La lista contiene solo le 117 persone che sono citate nell'enciclopedia e per le quali è stato implementato correttamente il template Bio. Pagina aggiornata al 10 ago 2025. |

- 1º febbraio - Ernst Stueckelberg, fisico e matematico svizzero († 1984)
- 1º febbraio - Eddie Murphy, pattinatore di velocità su ghiaccio statunitense († 1973)
- 1º febbraio - Shigeyo Nakachi, insegnante e supercentenaria giapponese († 2021)
- 2 febbraio - Luigi Asquasciati, poeta italiano († 1986)
- 2 febbraio - Roberto Cortés, calciatore cileno († 1975)
- 2 febbraio - Alfonso Crippa, ciclista su strada italiano († 1983)
- 2 febbraio - Antonio Prieto, attore spagnolo († 1965)
- 2 febbraio - Ayn Rand, scrittrice, filosofa e sceneggiatrice statunitense († 1982)
- 2 febbraio - Friedrich Wilhelm Ruppert, militare tedesco († 1946)
- 3 febbraio - Paul Ariste, linguista e esperantista estone († 1990)
- 3 febbraio - Giorgio Balladore Pallieri, giurista e magistrato italiano († 1980)
- 3 febbraio - Irma Brandeis, critica letteraria e italianista statunitense († 1990)
- 3 febbraio - Hermann Henselmann, architetto tedesco († 1995)
- 3 febbraio - Gaetano Tantalo, presbitero italiano († 1947)
- 4 febbraio - Turan Amirsoleimani, nobildonna persiana († 1994)
- 4 febbraio - Giorgio Bo, politico, antifascista e partigiano italiano († 1980)
- 4 febbraio - Cookie Cunningham, giocatore di football americano, cestista e allenatore di pallacanestro statunitense († 1995)
- 4 febbraio - Francesco Di Benedetto, militare italiano († 1936)
- 4 febbraio - Francesco Giuseppe d'Asburgo-Lorena, nobile austriaco († 1975)
- 4 febbraio - Jared French, pittore e fotografo statunitense († 1988)
- 5 febbraio - Gino Borsato, pittore italiano († 1971)
- 5 febbraio - Robert Dauphin, calciatore francese († 1961)
- 5 febbraio - Mohammed Hassan, calciatore egiziano († 1973)
- 5 febbraio - Tracy Jaeckel, schermidore statunitense († 1969)
- 6 febbraio - Serafino Campi, pittore, grafico e pubblicitario italiano († 1992)
- 6 febbraio - Władysław Gomułka, politico polacco († 1982)
- 6 febbraio - Irmgard Keun, scrittrice tedesca († 1982)
- 6 febbraio - Jan Werich, attore, commediografo e scrittore ceco († 1980)
- 6 febbraio - Myzejen Zogu, principessa albanese († 1969)
- 7 febbraio - Georges Becker, micologo francese († 1994)
- 7 febbraio - Ulf von Euler, medico e farmacologo svedese († 1983)
- 7 febbraio - Antonio Farinatti, militare italiano († 1943)
- 7 febbraio - Paul Nizan, scrittore, saggista e filosofo francese († 1940)
- 7 febbraio - René de Possel, matematico francese († 1974)
- 7 febbraio - Mihai Tänzer, calciatore rumeno († 1993)
- 8 febbraio - Secondo Finotto, calciatore italiano († 1976)
- 8 febbraio - Preguinho, calciatore brasiliano († 1979)
- 9 febbraio - David Burghley, ostacolista, dirigente sportivo e nobile britannico († 1981)
- 9 febbraio - Josef Kratochvíl, allenatore di calcio e calciatore cecoslovacco († 1974)
- 9 febbraio - Oda Schottmüller, danzatrice, scultrice e antifascista tedesca († 1943)
- 10 febbraio - Walter A. Brown, imprenditore e dirigente sportivo statunitense († 1964)
- 10 febbraio - Romano Dazzi, pittore italiano († 1976)
- 10 febbraio - John Dierkes, attore statunitense († 1975)
- 10 febbraio - Domenico Ludovico, generale, aviatore e scrittore italiano († 1991)
- 10 febbraio - Raul Lunardi, romanziere e poeta italiano († 2004)
- 10 febbraio - Josef Thaut, calciatore cecoslovacco
- 10 febbraio - Chick Webb, batterista statunitense († 1939)
- 11 febbraio - Roberto Berthoud, partigiano italiano († 1945)
- 11 febbraio - Zdeněk Burian, pittore e illustratore ceco († 1981)
- 11 febbraio - Rodolfo Choperena, cestista messicano († 1969)
- 11 febbraio - Galina Kravčenko, attrice sovietica († 1996)
- 11 febbraio - Bratko Kreft, scrittore sloveno († 1996)
- 11 febbraio - Josef Maloun, calciatore cecoslovacco († 1972)
- 12 febbraio - Harry Bellaver, attore statunitense († 1993)
- 12 febbraio - Walter Frank, storico tedesco († 1945)
- 12 febbraio - Giovanni Battista Gianquinto, avvocato, politico e partigiano italiano († 1987)
- 12 febbraio - Federica Montseny, scrittrice, politica e anarchica spagnola († 1994)
- 12 febbraio - Guglielmo Sandri, militare e fotografo italiano († 1979)
- 12 febbraio - Lyle R. Wheeler, scenografo statunitense († 1990)
- 13 febbraio - Ra'ana Liaquat Ali Khan, politica e attivista pakistana († 1990)
- 14 febbraio - Reda Caire, cantante francese († 1963)
- 14 febbraio - Valentino Degani, allenatore di calcio e calciatore italiano († 1974)
- 14 febbraio - Ercole Foschini, calciatore italiano († 1992)
- 14 febbraio - Frank Hussey, velocista statunitense († 1974)
- 14 febbraio - Paulina Radziulytė, cestista e velocista lituana († 1986)
- 15 febbraio - Harold Arlen, compositore statunitense († 1986)
- 15 febbraio - Frederick Vinton Hunt, fisico statunitense († 1972)
- 15 febbraio - Piero Rismondo, giornalista, scrittore e traduttore italiano († 1989)
- 15 febbraio - Nise da Silveira, psichiatra, psicoanalista e psicologa brasiliana († 1999)
- 15 febbraio - François Seydoux de Clausonne, diplomatico francese († 1981)
- 16 febbraio - Paul Le Drogo, ciclista su strada, ciclocrossista e dirigente sportivo francese († 1966)
- 16 febbraio - Onésimo Redondo Ortega, politico spagnolo († 1936)
- 16 febbraio - Ezio Vettori, calciatore italiano
- 17 febbraio - Pietro Ceccato, imprenditore italiano († 1956)
- 17 febbraio - Osvald Käpp, lottatore estone († 1995)
- 17 febbraio - Rózsa Péter, matematica ungherese († 1977)
- 18 febbraio - Gerhard Klopfer, poliziotto tedesco († 1987)
- 18 febbraio - Battista Visconti, ciclista su strada italiano († 1982)
- 18 febbraio - Queenie Leonard, attrice e cantante britannica († 2002)
- 19 febbraio - Neville Lancelot Goddard, scrittore barbadiano († 1972)
- 19 febbraio - Birger Halvorsen, altista norvegese († 1976)
- 19 febbraio - Herbie Roberts, calciatore inglese († 1944)
- 19 febbraio - José Tapia, allenatore di calcio cubano
- 20 febbraio - Edgardo Bassi, calciatore e allenatore di calcio italiano
- 20 febbraio - Joseph Joanovici, mercante russo († 1965)
- 20 febbraio - Aleksej Aleksandrovič Kuznecov, politico e militare sovietico († 1950)
- 20 febbraio - Izaak Opatowski, ingegnere e matematico polacco († 1976)
- 20 febbraio - Maurice Redon, generale francese († 2000)
- 20 febbraio - Ulas Samčuk, scrittore e giornalista ucraino († 1987)
- 20 febbraio - Dino Tonini, ingegnere italiano († 1975)
- 21 febbraio - Lev Atamanov, regista sovietico († 1981)
- 21 febbraio - Jules Brandeleer, pallanuotista belga
- 21 febbraio - Cesare Facciani, ciclista su strada e pistard italiano († 1938)
- 21 febbraio - Nino Marchetti, attore italiano († 1981)
- 21 febbraio - George Mitchell, attore statunitense († 1972)
- 21 febbraio - Jack Whitney, effettista statunitense († 1992)
- 22 febbraio - Enrico Piaggio, imprenditore italiano († 1965)
- 22 febbraio - Giordano Pratolongo, politico e partigiano italiano († 1953)
- 22 febbraio - Arthur Whetsol, trombettista statunitense († 1940)
- 23 febbraio - Raffaele Carrieri, scrittore, poeta e critico d'arte italiano († 1984)
- 24 febbraio - La Jana, danzatrice e attrice austriaca († 1940)
- 24 febbraio - Federico Kuntze, politico italiano († 1969)
- 25 febbraio - Aljaksej Jaŭchimavič Kljaščoŭ, generale e politico sovietico († 1968)
- 25 febbraio - Lucien Bernard Lacoste, vescovo cattolico e missionario francese († 1989)
- 25 febbraio - Harald Lander, ballerino, coreografo e direttore artistico danese († 1971)
- 25 febbraio - Perry Miller, storico statunitense († 1963)
- 25 febbraio - Antonio Sicurezza, pittore italiano († 1979)
- 25 febbraio - Voldemārs Žins, calciatore lettone († 1962)
- 26 febbraio - Robert Byron, scrittore inglese († 1941)
- 26 febbraio - Milly, cantante e attrice italiana († 1980)
- 26 febbraio - Maurice Raizman, scacchista e ingegnere francese († 1974)
- 27 febbraio - Charles Dekeukeleire, regista e saggista belga († 1971)
- 27 febbraio - Charley Eugene Johns, politico statunitense († 1990)
- 27 febbraio - Jacques Mairesse, calciatore francese († 1940)
- 27 febbraio - Franchot Tone, attore statunitense († 1968)
- 28 febbraio - Angela Gotelli, politica e partigiana italiana († 1996)
- 28 febbraio - Lucia Valerio, tennista italiana († 1996)